# 小さな妖精ミルン
『小さな妖精ミルン』（ちいさなようせいミルン）は、アメリカの映画監督ジョージ・ルーカスが総指揮を執り、大阪のアニメ会社アニメワールド大阪との共同制作を計画していたアニメ映画。
宇宙から来た主人公の妖精が、カラスを通訳にして人間と交流する物語。

## 概要
大阪商工会議所は1999年7月から「大阪アニメ産業振興研究会」を設置し、大阪を映像産業の拠点にすることを目指していた。2000年9月にジョージ・ルーカスを大阪に招いて正式契約を結ぶことになった。
本作の制作費約20億円の大半はアニメワールド大阪が負担、また同社が原画を作成し、ルーカスフィルムが動画にすることになっていた。アメリカでは3時間の映画として劇場で公開し、日本では30分の26回シリーズを半年にわたりテレビ放映する予定であったが、計画は中止された。
なお、制作母体であったアニメワールド大阪は、この企画の数年後に解散している。